# Венециански стени (Никозия)
Венецианските стени на Никозия обграждат Стария град и са построени през 16 век, по време на венецианското владичество на острова. Те са основна туристическа атракция, тъй като са едни от най-добре запазените ренесансови стени в Източното Средиземноморие. Съоръжението осигурява на града защита при нападение и дава възможност за спокойно развитие на живота в него. Представлява практическо въплъщение на теоретичните идеи на Витрувий и миланския херцог Франческо I Сфорца. Градските стени на Никозия и тези на Валета, столицата на Малта, са двете най-добри фортификационни съоръжения в Европа от онова време.

## Предистория
През 16 век Османската империя изгражда силен военен флот и се насочва към завоюване на територии по Средиземно море. Първоначално нападенията са насочени само срещу корсарите, но през 1537 година турците обсаждат и превземат Превеза, градче в сегашна Гърция, което по онова време принадлежи на Венецианската република. През 1540 успяват да превземат и други ключови селища на републиката като Наполи ди Романя (Науплия), Модон (Метони) и Корони. Следват завладяването на Триполи през 1551 година и военноморската победа на турците при остров Джерба край днешен Тунис през 1560.
Османското нападение над рицарите хоспиталиерите в Малта през 1565 година говори за обновения турски интерес към офанзивни операции в Средиземно море. В резултат на тази обсада са предприети големи укрепителни работи в целия християнски средиземноморски свят. Венецианската империя се фокусира върху своите по-големи колонии като Кандия и Кипър, както и върху ключови места като остров Корфу. На тези острови са изпратени най-добрите фортификационни инженери и архитекти като Саворняно, Мартиненьо, Микеле Санмикели и Палавичини, които да укрепят големите крайморски градове. За изграждане на фортификационните съоръжения в Кипър са изпратени Джулио Саворняно и Франческо Барбаро.

## Проучване и проектиране
По това време Никозия има население от 56 000 души, градът е рядко населен и се простира на голяма площ. През 1562 година Венецианската република изпраща на острова първо Асканио Саворняно, за да проучи и направи общо описание на кипърските градове и възможностите за изграждане на укрепления. В доклада си той твърди, че отдалечеността на Никозия от морето представлява сериозен проблем, тъй като доставките на материали са силно затруднени и този град би трябвало да отпадне от плановете за фортификация. Но през 1567 година начело на Османската империя застава Селим II, който проявява засилени апетити конкретно към Кипър. Това прави очевидна необходимостта да се активира защитата на острова и неговата столица.
През 1566 година Никозия все още е заобиколена от старите стени от времето на кръстоносците, с типичните средновековни кули и куртини, неадаптирани към защита от артилерийски огън. Те дори не са в добро състояние, защото части от тях са разрушени при нападенията на Генуезката република и мамелюците.
На острова е изпратен Джулио Саворняно, брат на Асканио, военен инженер и архитект, който току-що е завършил изграждането на стените на Кандия на остров Крит. Според неговия проект новите стени затварят в себе си много по-малка площ отколкото тези, построени от франките през 14 век. Саворняно специално намалява дължината на стената, съкращавайки периметъра на отбрана с идеята за по-лесното ѝ организиране. Поради това, а и за да се направи място за изграждането ѝ, заедно с рововете и насипите около нея, част от града трябва да се разруши. Налага се също и за постигане на идеалната кръгла форма, приемана като перфектна за защита. Унищожена е част от града на 5 km извън новия периметър, особено на юг от съществуващите стени. Отстранени са манастири и църкви, религиозни сгради като Доминиканският манастир и някои православни обители. Съборени са жилища по протежение на бъдещите ровове на юг от града, обитавани главно от гръцко население. На някои стари карти река Педиео е отбелязана като преминаваща през града, но по време на строителството е отклонена извън неговите черти, за да се използва за непрекъснатото запълване на рововете с вода.

## Строителство
За изграждането на стената на Никозия са докарани роби и тя, подобно на тази на Валета, е завършена в изумително кратки срокове, само за 3 години – от 1567 до 1570 година. Перфектната форма на венецианската фортификация на града е уникална за Европа. Тя описва съвършена окръжност, обикаляща средновековна Никозия, с обща дължина от 4,5 km и защитена от ров с ширина 80 метра.  Центърът на този кръг попада съвсем близо до катедралата „Свети Никола“, която в наши дни се намира в турската част на града.
Укреплението на Никозия включва 11 петоъгълни бастиона с кръгли орилони за защита на фланговете, две обществени и една голяма военна порта. От нея по посока на часовниковата стрелка са изградени бастионите Карафа, Подокатаро, Констанца, Д'Авила, Триполи, Рокас, Мула, Куирини, Барбаро, Лоредан и Флатро. В наши дни Флатро е недостъпен и най-добре запазен, тъй като е в Зелената (буферна) зона на ООН. Кръстени са на единадесет италиански фамилии, стълбове на аристокрацията в града, които даряват средства за изграждането на стените.
Бастионите отстоят на 280 метра един от друг, периметърът на всеки един е 325 m и се издигат на 80 m над крепостните стени. Изградени са във формата на сърце и новото укрепление е много по-подходящо за защита от модерната по онова време артилерия. Самите стени са изградени от камък само в долната си част, а по-нагоре продължават със зидария от кирпич. Когато османците завземат Никозия, те ги реконструират, като заменят кирпича с камък.

## Градски порти
Градът е съоръжен с три порти – северна, източна и западна От тях най-впечатляваща е източната, ползвана за военни нужди. Наречена е Порта Джулия в чест на архитект Саворняно, а в днешно време носи името Фамагуста гейт. Тя е един от най-добре запазените представители на този вид типични средновековни средиземноморски съоръжения в света. Архитектурният облик и на трите е много сходен с този на вече унищожената порта „Свети Георги“ в Кандия.
Достъпът до военната порта се осъществява чрез три засводени коридора. Средният е най-висок и най-широк и е единственият, който води до цилиндрично помещение с по-тясно влизане отвън, отколкото от страната на града. Двата странични пасажа имат съвсем малки отвори, максимално съобразени с изискванията за сигурност. От помещението навън към защитния ров води малка вратичка, пазена от орилона на бастиона Карафа.
Двете цивилни градски порти са Сан Доменико, от която започва пътят към Пафос, и Проведиторе, водеща към Кирения. Отворите им в стените са малки за улеснение на военната отбрана. По-късно те са доста разширени, за да се поеме модерния трафик. Портата към Пафос е разширена само от едната страна, а тази към Кирения – двустранно.

## Недостатъци
Предната част на стените е съоръжена с орилони – издадени площадки в страничните ъгли на бастионите за защитата на фланговете откъм рова. Обаче няма изградени бойници, нито оръжейни платформи, както при стените на Кандия, издигнати по същото време. Това намалява отбранителните и противопожарните качества на фортификацията. Друг недостатък е, че бастионите имат различна височина. Например Барбаро, заедно с неговите орилони, е най-нисък и следователно най-лесен за превземане.
Най-смущаваща е липсата на всякакви външни отбранителни съоръжения като демилюни, контрескарпи, кронверки каквито са предвидени в Кандия и тенали като тези, изградени във Валета по същото време. Въпреки че плановете за това укрепление са изчезнали, почти сигурно е, че в оригиналния проект не може да са пропуснати външните фортификационни съоръжения. Вероятната причина за тяхната липса е турската обсада, която е предотвратила строителството им.
Рововете, издълбани около стените първоначално са били пълни с вода. По принцип това е ефективна идея, но на практика се оказва провал. Водата идва от река Педиео, която е отклонена специално за да пълни рововете и чийто поток турците успяват да контролират и отклонят, преди да започне обсадата на града.

## Турска обсада
Когато през 1570 година турските войски обсаждат Никозия, фортификационното съоръжение все още не е завършено. Планираният ров около стената е изоставен и не е достатъчно дълбок. Османците концентрират силите си около южната част на града, като се разполагат на възвишение, от което ясно се наблюдават позициите на защитниците. По време на строителството инженерите са обмисляли стената да бъде отдалечена от този хълм, но тя остава близо до него само за да се запази формата на идеално точната окръжност, достойна за ренесансовия съвършен град.
Турците поставят на възвишението артилерийски оръдия, които почти достигат височината на бастионите и могат да се справят с енфиладния и рикошетен огън от близко разстояние. Не се достига до такъв огън обаче, тъй като ровът бързо е запълнен и само 6 седмици след началото на обсадата войските завземат града, изкатервайки се по бастиона Подокатаро, или през Констанца по други източници. Венецианците се хвалят, че стената може да издържи обсада в продължение минимум на две години, но в действителност тя оцелява по-малко от петдесет дни.

## Съвременно състояние
Освен че на някои места укрепленията са очевидно недовършени, изглежда някои части са били преустроени. Това би било разбираемо за южните бастиони, които са били силно бомбардиран по време на обсадата през 1570, но импровизираният характер на северните е необясним. В допълнение към това, единствената част от фортификационното съоръжение, което все още е запазено в оригинал, е издаденият ред камъни при орилона на бастиона Подокатаро. Някои първични данни показват, че причината, поради която стените са били променени от турците е фактът, че венецианците са изградили от камък само долната половина на трасето.
Днес стените са в сравнително добро състояние и през 2014 година текат реставрационни работи. Трите порти са консервирани, особено тази, която свързва града с източната част на острова. Военната порта, заедно с принадлежащите ѝ помещения е реставрирана и се използва като Културен център на община Никозия. Ровът около стените има много различни приложения. Служи за спортни игрища, обществени градини, площ за открити скулптурни експозиции, паркинги и други.